# Jason Scott Lee
Jason Scott Lee (kin. 李截; pinyin: Lǐ Jié) (Los Angeles, Kalifornija, SAD, 19. studenog 1966.) je američki glumac i majstor borilačkih vještina. Najpoznatiji je po ulozi Bruce Leeja u biografskom filmu Zmaj: Priča o Bruce Leeju iz 1993.

## Filmska karijera
Za potrebe filma Zmaj: Priča o Bruce Leeju gdje je tumačio glavnu ulogu, Jason Scott Lee je trenirao borilačku vještinu Jeet Kune Do koju je osmislio sam Bruce Lee. Nastavio je trenirati ovu vještinu i nakon snimanja filma kod Jerryja Poteeta, bivšeg učenika Bruce Leeja i licenciranog instruktora.
Lee je tumačio i glavnu ulogu Mowglija u filmu Knjiga o džungli iz 1994. Također, glumcu je bila namijenjena uloga Liu Kanga u filmu Mortal Kombat. Međutim, glumac je odbio tu ulogu a prihvatio ju je Robin Shou.

### Ostali filmovi
Jason Scott Lee je demonstrirao vlastito znanje borilačkih vještina i u filmu Vremenski policajac 2: Berlinska odluka, nastavku istoimenog hita iz 1994. s Jean-Claude Van Dammeom. Također, Lee je tumačio i ulogu glavnog negativca u filmu Vojnik s Kurtom Russellom.
Lee je sudjelovao i u dokumentarnom filmu The Slanted Screen koji je govorio o zastupljenosti azijskih i azijsko-američkih ljudi u Holywoodu.

## Nagrade i priznanja
Zbog stvaranja pozitivne slike o azijatima u SAD-u kroz svoje atraktivne uloge, Goldsea ga je uvrstila na 7. mjesto ljestvice "120 najinspirativnijih azijskih amerikanaca svih vremena".

## Privatni život
Lee je rođen u Los Angelesu te je kinesko-havajskog podrijetla. Odrastao je na Havajima gdje je završio srednju školu Pearl City High School.
Glumac je oženjen za Dianu Chan, koja je rodom iz Singapura i radi na poslovima odnosa s javnošću. Par se vjenačao 2008. na havajskom otoku Big Island.
Lee se okušao i u operi u izvedbi havajskog opernog kazališta. Tumačio je ulogu paše Selima u Mozartovoj Otmici iz Seraglija. Opera je prikazana u veljači 2009. u havajskoj koncertnoj dvorani Blaisdell u Honoluluu.

## Filmografija
| Godina | Film                                 | Hrv. prijevod                           | Uloga           | Bilješke                |
| ------ | ------------------------------------ | --------------------------------------- | --------------- | ----------------------- |
| 1987.  | Born in East L.A.                    | Rođen u istočnom L.A.-u                 | Paco            |                         |
| 1989.  | Blind Fury                           | ???                                     | ???             |                         |
| 1989.  | Back to the Future Part II           | Povratak u budućnost 2                  | Whitey          |                         |
| 1993.  | Map of the Human Heart               | Karta ljudskog srca                     | Avik            |                         |
| 1993.  | Dragon: The Bruce Lee Story          | Zmaj: Priča o Bruce Leeju               | Bruce Lee       |                         |
| 1994.  | Rapa Nui                             | ???                                     | ???             |                         |
| 1994.  | Picture Bride                        | ???                                     | Bruce Lee       |                         |
| 1994.  | The Jungle Book                      | Knjiga o džungli                        | Mowgli          |                         |
| 1997.  | Murder In Mind                       | Ubojstvo u mislima                      | Holloway        |                         |
| 1998.  | Tale of the Mummy                    | Priča o mumiji                          | Riley           |                         |
| 1998.  | Soldier                              | Vojnik                                  | Caine 607       |                         |
| 2000.  | Arabian Nights                       | Arapske noći                            | Alladin         |                         |
| 2002.  | Lilo & Stitch                        | Lilo i Stich                            | David Kawena    | glas u animiranom filmu |
| 2003.  | Dracula II: Ascension                | ???                                     | otac Uffizi     |                         |
| 2003.  | Timecop 2: The Berlin Decision       | Vremenski policajac 2: Berlinska odluka | Ryan Chan       |                         |
| 2005.  | Dracula III: Legacy                  | ???                                     | otac Uffizi     |                         |
| 2005.  | Lilo & Stitch 2: Stitch Has a Glitch | Lilo i Stitch 2: Stitch ima Glitch      | David Kawena    | glas u animiranom filmu |
| 2005.  | The Prophecy: Forsaken               | ???                                     | ???             |                         |
| 2005.  | Only the Brave                       | Samo hrabri                             | ???             |                         |
| 2006.  | Nomad                                | Nomad                                   | ???             |                         |
| 2006.  | The Slanted Screen                   | ???                                     | tumači sam sebe | dokumentarni film       |
| 2007.  | Balls of Fury                        | ???                                     | Eddie           |                         |
| 2008.  | Dance of the Dragon                  | Zmajev ples                             | ???             |                         |
| 2011.  | Strange Frame: Love & Sax            | ???                                     | Atem            |                         |

## Vanjske poveznice
- Homepage Jasona Scott Leeja
- J. S. Lee na IMDB-u